# Marlborough House

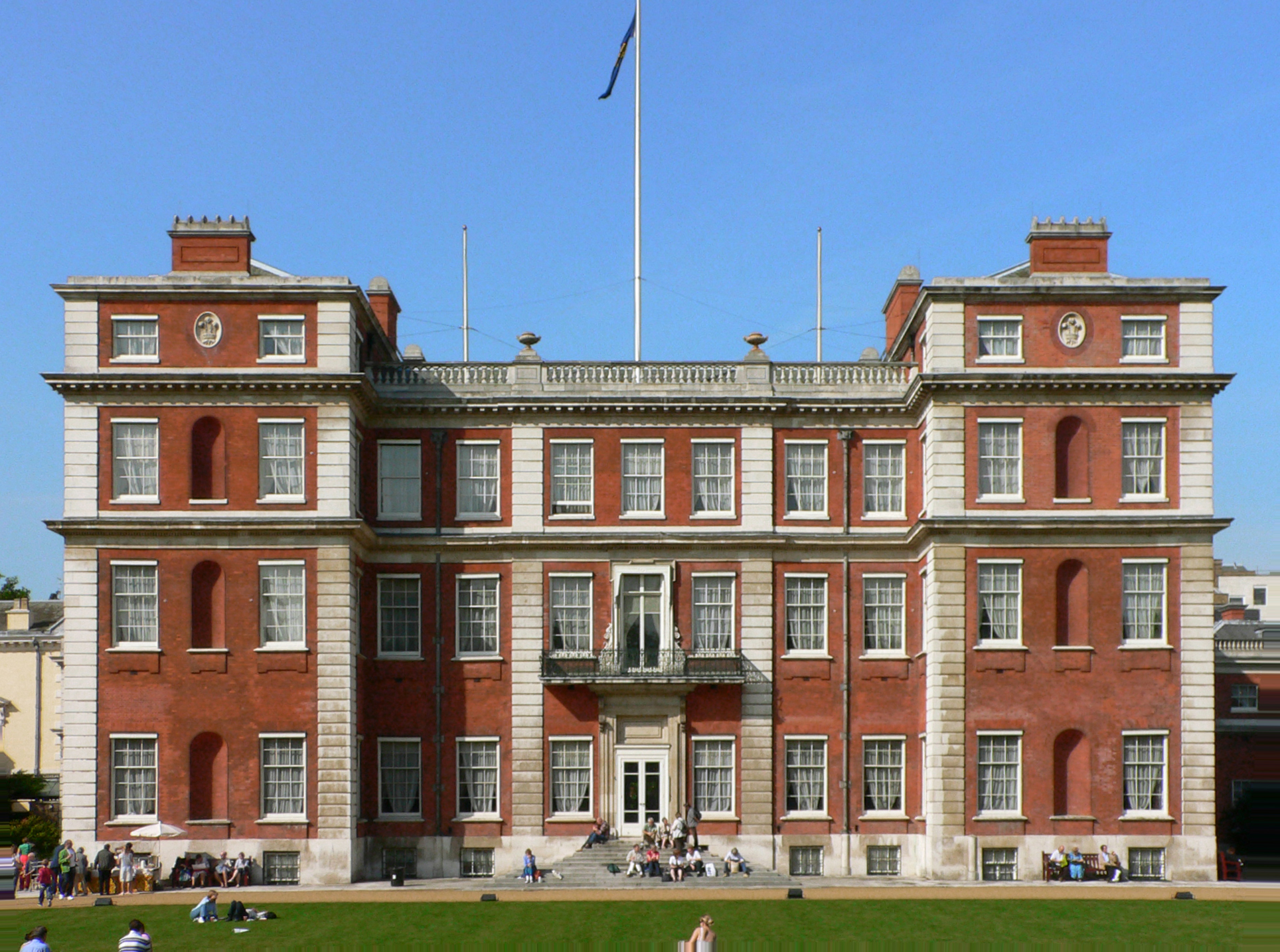
Marlborough House (Südseite)

Marlborough House ist ein Herrenhaus im Londoner Stadtbezirk Westminster. Es liegt in der Pall Mall östlich von St James’s Palace.
Es wurde für Sarah Churchill, Duchess of Marlborough, der Vertrauten von Königin Anne, erbaut. Die Duchess wollte, dass ihr neues Haus „stark, schlicht und bequem und gut“ sei. Christopher Wren, Vater und Sohn, entwarfen einen Backsteinbau, welcher 1711 fertiggestellt wurde. Das Gebäude diente über ein Jahrhundert lang als Londoner Residenz für die Dukes of Marlborough.
Das Haus wurde 1817 von der Krone übernommen. In den 1820er-Jahren gab es Pläne, Marlborough House abzureißen und durch ein Gebäude mit einer ähnlich großen Terrasse wie die von Carlton House Terrace zu ersetzen. Diese Idee findet sich in einigen zeitgenössischen Karten, einschließlich der großen London-Karte von Christopher und John Greenwood aus dem Jahre 1830, aber sie wurde nie umgesetzt. Das Haus wurde von Mitgliedern der königlichen Familie genutzt. 1853 richtete Prinz Albert hier die „National Art Training School“ ein, das spätere Royal College of Art. Nachdem die Schule 1861 umgezogen war, wurden dem Gebäude für den Prince of Wales nach Entwürfen von Sir James Pennethorne an der Nordseite eine Reihe von Zimmern und eine Veranda hinzugefügt. Von 1863 bis 1901 lebte der spätere König Eduard VII. dort. Damals war Marlborough House Londons gesellschaftlicher Mittelpunkt.
1936 wurde Marlborough House die Londoner Residenz der Königin-Witwe, Maria von Teck, der Witwe von König Georg V.
Seit 1965 vermietete Königin Elisabeth II. das Gebäude an den Commonwealth of Nations, welcher dieses bis heute als Sitz der Generalsekretärin nutzt.
Der nahezu kubische Salon trägt Wandmalereien von Louis Laguerre, die die Zweite Schlacht bei Höchstädt zeigen. Das eingefügte Kuppeldach ist umgeben von Gemälden von Orazio Gentileschi, welche teilweise aus der Ausgestaltung des Queen’s House in Greenwich stammen. Paarig angelegte Treppenhäuser flankieren den Salon mit weiteren Schlachtszenen von Laguerre. Ein im späten Jugendstil und Neugotik gehaltener Gedenkbrunnen von Alfred Gilbert (1926–1932) in der Marlborough Road an der Wand des Hauses erinnert an Edwards Ehefrau, Königin Alexandra.
Marlborough House ist in der Regel am Open House Weekend im September für die Öffentlichkeit zugänglich. Außerdem werden jeden Dienstag Führungen für Gruppen nach vorheriger Vereinbarung angeboten.
Das Gebäude steht seit dem 5. Februar 1970 als Grade-I-Bauwerk unter Denkmalschutz.

## Galerie

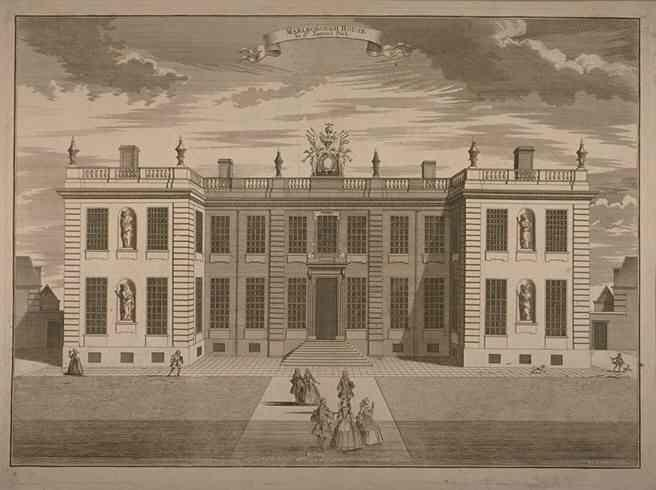
Ursprünglich hatte Marlborough House zwei Stockwerke. Diese Abbildung von ca. 1750 zeigt die Gartenfront
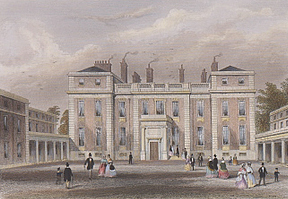
Blick auf die Vorderfront, vor den Umbaumaßnahmen nach den Plänen von Pennethorne (Abbildung aus den 1850er Jahren)
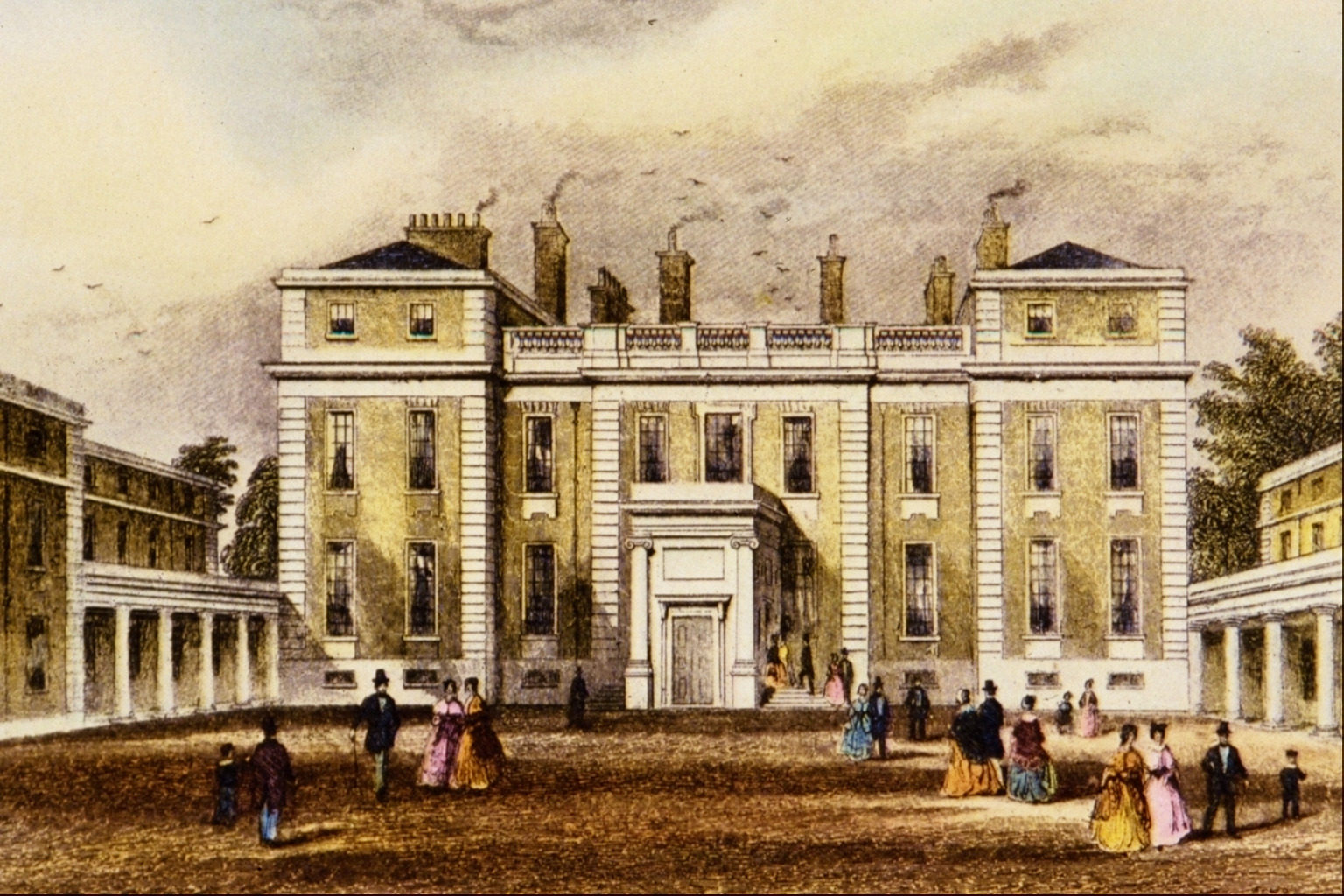
Gemälde von Thomas H. Shepherd
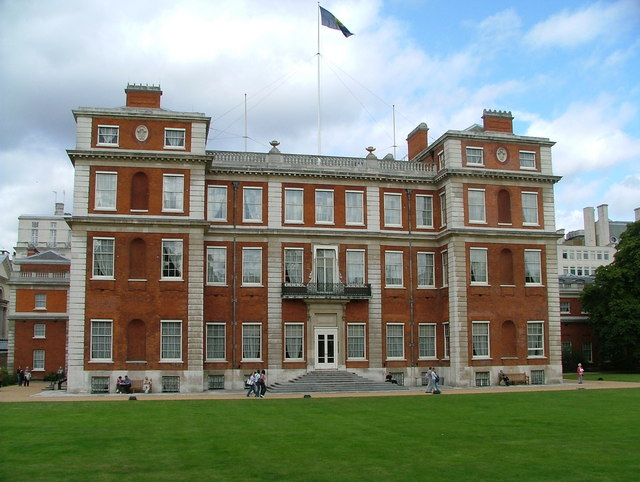
Frontansicht
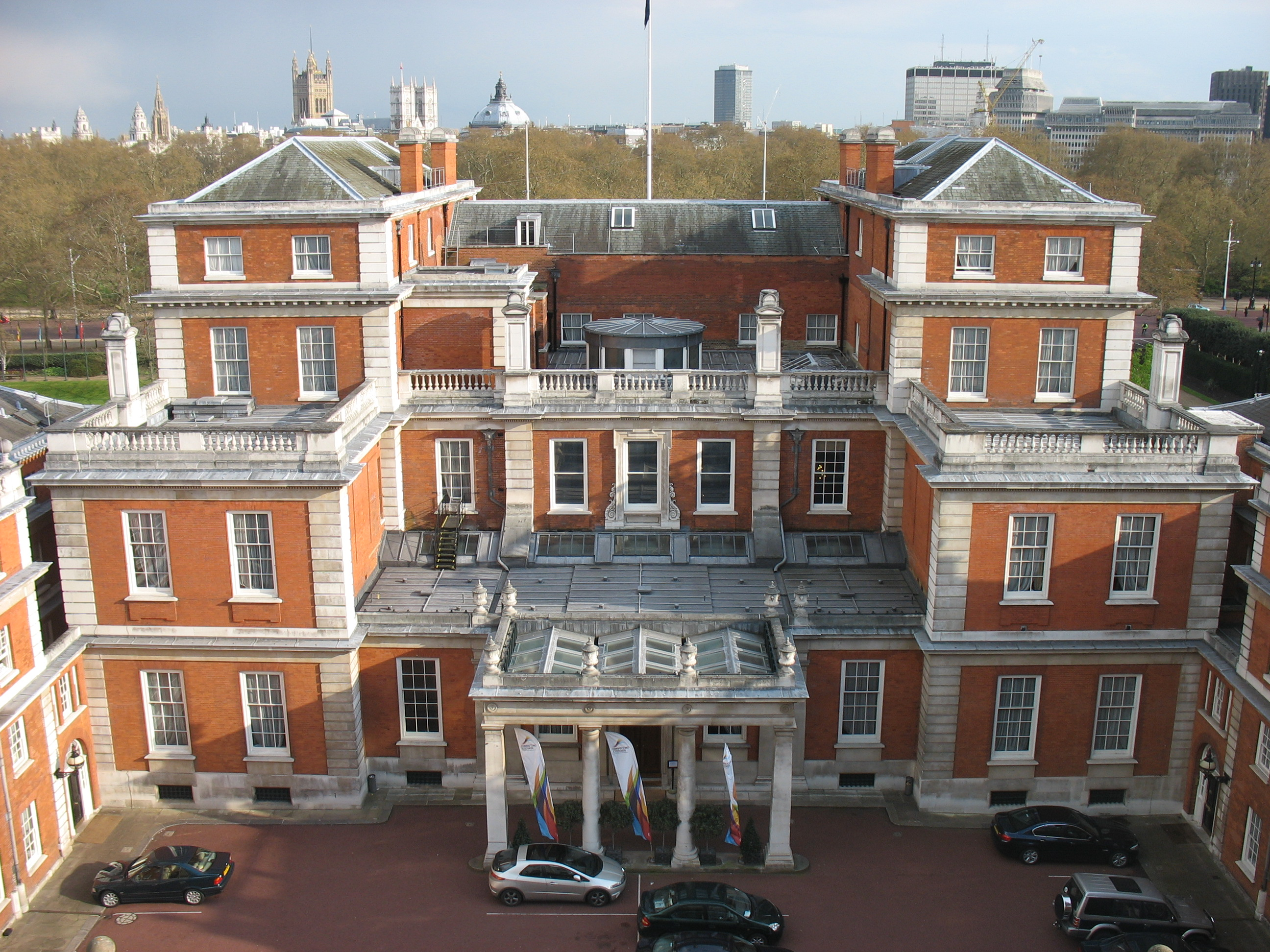
Rückseite
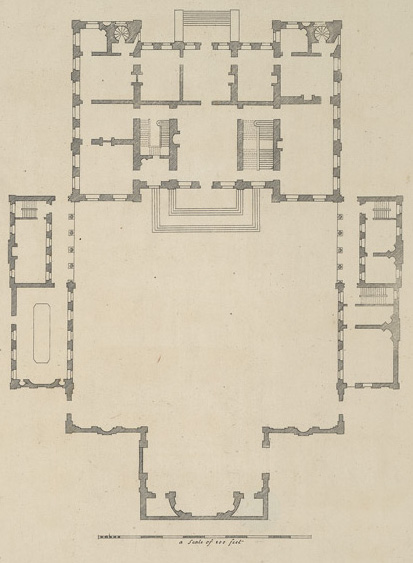
Grundriss